# Powiat merecki (Wielkie Księstwo Litewskie)
Powiat merecki – jednostka administracyjna województwa trockiego Wielkiego Księstwa Litewskiego istniejąca w latach 1422–1566.
Powiat merecki został utworzony w wyniku zawarcia pokoju mełneńskiego, w ramach którego zakon krzyżacki zrzekł się Podlasia i Jaćwieży na rzecz Litwy.
Siedzibą powiatu mereckiego był Merecz (lit. Merkinė). Od zachodu powiat graniczył z państwem zakonu krzyżackiego w Prusach. Południowa granica powiatu przebiegała przez dzisiejsze gminy: Przerośl, Jeleniowo, Szypliszki, Puńsk i Sejny (m.in. powiat obejmował wieś Berżniki). Dalej na wschód, na terenie dzisiejszej Litwy, powiat obejmował znaczną część dzisiejszego rejonu łoździejskiego: od południa m.in. wsi Kopciowo (lit. Kapčiamiestis), Wiejsieje (lit. Veisiejai), Lejpuny (lit. Leipalingis) i część puszczy zaniemeńskiej (Puszczy Mereckiej, obecnie jej część znajduje się w Dzukijskim Parku Narodowym) oraz wieś Przewałkę (obecnie na Białorusi, biał. Прывалка, choć niektóre źródła lokują tę wieś wtedy w powiecie przełomskim). W północnej części powiatu leżały m.in. Kirsna, Urdomin (lit. Rudamina) i Sereje (lit. Seirijai).
Południowa powiatu mereckiego była zamieszkana przez ludność litewską, położone zaś przy granicy pruskiej osady były częściowo zaludnione przez ludność polską, mazurską.
W wyniku reformy administracyjnej, w 1566 roku znaczna część powiatu mereckiego, wraz z małym powiatem przełomskim została przyłączona do powiatu grodzieńskiego. Tereny na północ od Merecza zostały przyłączone do powiatu trockiego. Wkrótce samo starostwo mereckie weszło w skład powiatu trockiego.
Powiat merecki ponownie zaistniał w latach 1791–1795.